# Charadrius marginatus
Il corriere marginato (Charadrius marginatus (Vieillot, 1818)) è un uccello della famiglia dei Charadriidae.

## Sistematica
Charadrius marginatus ha quattro sottospecie:
- Charadrius marginatus arenaceus
- Charadrius marginatus marginatus
- Charadrius marginatus mechowi
  - Charadrius marginatus pons sottospecie di C. m. mechowi
- Charadrius marginatus tenellus

## Distribuzione e habitat
Questo uccello vive in Africa a sud del Sahara. Saltuario in Swaziland.